# Ivan Yagan
Ivan Yagan, né le 11 octobre 1989 à Bruxelles, est un footballeur international arménien. Il évolue au poste d'ailier gauche au  Lierse Kempenzonen.

## Biographie

### En équipe nationale
Il joue son premier match en équipe d'Arménie le 29 mai 2018, en amical contre Malte. Il inscrit un but à cette occasion (score : 1-1 à Wattens).

## Palmarès
- Champion de Belgique de D2 en 2012 avec le Charleroi SC